# Дермань, Пьер-Ив
Пьер-Ив Дермань (фр. Pierre-Yves Dermagne; род. 30 декабря 1980, Намюр) — бельгийский политический и государственный деятель. Член Социалистической партии. В прошлом — вице-премьер и министр экономики и труда Бельгии (2020—2025).

## Биография
Родился 30 декабря 1980 года в Намюре, в 2003 году окончил Лёвенский католический университет, где изучал право, занимался адвокатской практикой. Член Социалистической партии, по итогам региональных выборов 25 мая 2014 года впервые избран депутатом парламента Валлонии и в 2017 году был назначен валлонским министром местного самоуправления в правительстве Поля Маньетта. В результате региональных выборов в мае 2019 года сохранил мандат валлонского депутата, а 13 сентября 2019 года стал валлонским министром жилищного хозяйства и местного самоуправления в третьем правительстве Ди Рупо.
14 октября 2018 года, возглавляя единый список социалистов и Реформаторского движения победил на выборах бургомистра города Рошфор. 3 декабря 2018 года вступил в должность.
1 октября 2020 года по итогам федеральных парламентских выборов 2019 года коалицией «времён года», названной так из-за участия в ней представителей четырёх основных политических направлений — социалистов, либералов, зелёных и христианских демократов, при поддержке семи парламентских партий было сформировано правительство Александра Де Кро, в котором Пьер-Ив Дермань получил портфель вице-премьера, министра экономики и труда. Правительство ушло в отставку 3 февраля 2025 года.